# Museo de Mataró

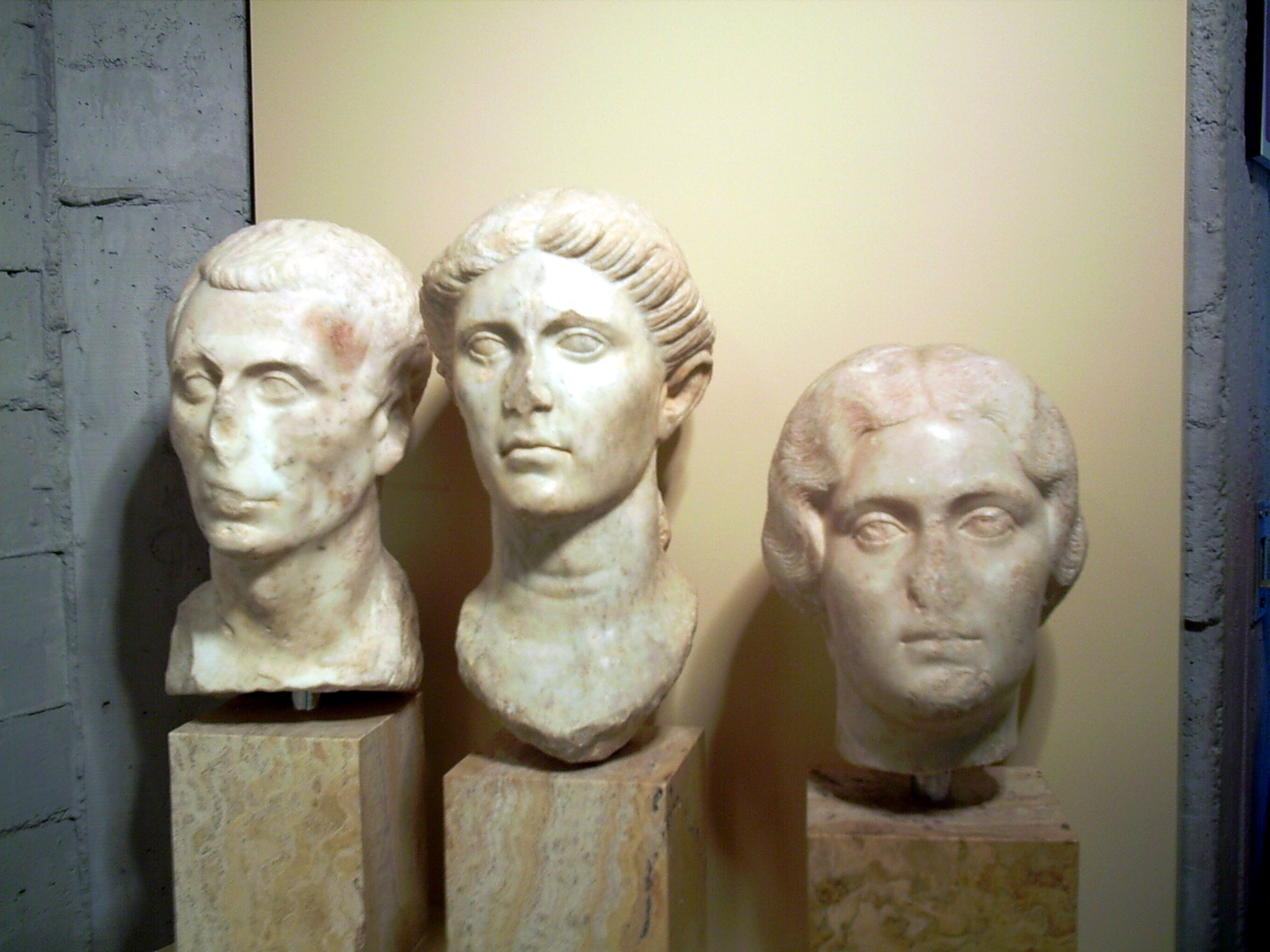
Bustos romanos de mármol esculpido, encontradas en la villa romana de Can Llauder.

El museo de Mataró es una institución museística española de Mataró (Maresme, Barcelona), con sede central en Can Serra, un edificio de estilo renacentista construido en 1565. El Museo, que está integrado en la Red de Museos Locales de la Diputación de Barcelona, también gestiona diversos centros patrimoniales locales como: 
- Ca l'Arenas. Centro de Arte del Museo de Mataró.
- La villa romana de Can Llauder.[2]
- Can Boet, el Centro de Documentación del Parque del Montnegre y el Corredor.[3]
- Can Marfà. Museo del Género de Punto.

## Edificio
El Museo de Mataró está instalado desde 1941 en la antigua casa solariega de Jeroni Serra Arnau, uno de los primeros burgueses honrados de Mataró. El edificio, de 1565, es una construcción de planta baja y dos pisos de estilo renacentista. En la fachada destacan el portal dovelado y las ventanas enmarcadas por molduras y cartelas. El interior conserva la estructura original, destacando el artesonado de madera.

## Colecciones
Las colecciones del Museo son muy variadas, tanto en origen como en tipología, y comprenden materiales arqueológicos prehistóricos, íberos, romanos, medievales y modernos, especímenes naturales, objetos históricos y un fondo de arte compuesto por pinturas y tallas religiosas, pintura barroca, modernista y novecentista. Destaca una serie de grabados de Goya.

## Villa romana de Can Llauder
La villa romana de Can Llauder es un yacimiento arqueológico en el que se conservan los restos de las dependencias señoriales de una villa romana con pavimento de mosaico. Construida en época de Augusto, a fines del siglo I a. C., perteneció al territorio de la ciudad romana de Iluro. Se realizan visitas guiadas todos los sábados no festivos.

## Ca l'Arenas. Centro de Arte del Museo de Mataró
Ca l'Arenas. Centro de Arte del Museo de Mataró nace del legado del artista Jordi Arenas i Clavell a su ciudad natal, y es la extensión específica del Museo de Mataró especializada en arte, con especial atención a la actividad artística de la ciudad de Mataró; con este objetivo se realizan todo tipo de actividades culturales: exposiciones, talleres, conferencias y proyecciones de audiovisuales.

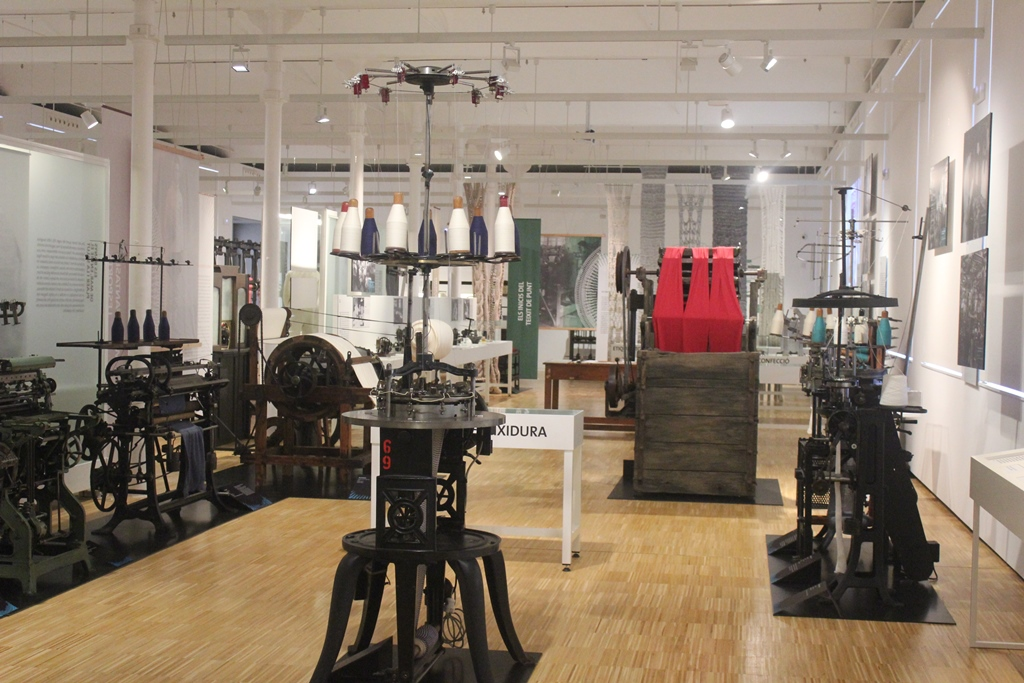
Museo del Género de Punto

## Can Marfà. Museo del Género de Punto
La nave pequeña de la Fábrica de Can Marfà acoge Can Marfà. Museo del Género de Punto (en catalán: Can Marfà. Museu del Gènere de Punt), dedicada a la conservación, documentación, investigación y difusión del patrimonio cultural relacionado con la industria del  género de punto.